# 龙化乡
龙化乡，是中华人民共和国河北省保定市安新县下辖的一个乡镇级行政单位，属雄安新区。曾由保定市高阳县管辖。

## 行政区划
龙化乡下辖以下地区：
ID“Template:PRC admin/data/13/06/32/203/000”在系统中是未知的。请使用一个有效的实体ID。。